# Smile (2022)
Smile is een Amerikaans bovennatuurlijke thriller-horrorfilm uit 2022, geregisseerd en geschreven door Parker Finn.

## Verhaal
Dokter Rose Cotter ontvangt een psychische patiënt op haar spoedafdeling. De patiënt vertelt dat ze gevolgd wordt door iets dat haar lachend aan kijkt en haar dood aankondigt. Tijdens dit gesprek valt de patiënt in een grote paniekaanval op de grond, Rose roept assistentie op; echter als ze zich omdraait staat de patiënt achter haar met een grote glimlach en pleegt zelfmoord.
Nadat Rose getuige is geweest van dit bizar en traumatisch incident krijgt ze te maken met onheilspellende gebeurtenissen die ze niet kan verklaren. Enkele van deze gebeurtenissen komen overheen met wat haar patiënt in grote paniek voor haar dood vertelde. Terwijl een overweldigende angst langzamerhand Rose haar leven overneemt, komt ze erachter dat zij en haar patiënt niet de enige zijn geweest die door deze kwade bedoeling naar de dood gedreven wordt. Rose moet haar verontrustende verleden onder ogen zien te komen om proberen te overleven en te ontsnappen aan haar gruwelijke nieuwe realiteit.

## Rolverdeling
- Sosie Bacon als dr. Rose Cotter
  - Meghan Brown Pratt als tienjarige Rose
- Kyle Gallner als Joel
- Caitlin Stasey als Laura Weaver
- Jessie Usher als Trevor
- Rob Morgan als Robert Talley
- Kal Penn als dr. Morgan Desai
- Robin Weigert als dr. Madeline Northcott
- Judy Reyes als Victoria Muñoz
- Gillian Zinser als Holly
- Dora Kiss als moeder van Rose
  - Kevin Keppy als horrorversie
- Nick Arapoglou als Greg
- Sara Kapner als Stephanie
- Jack Sochet als Carl Renken
- Marti Matulis als 'The Smile' monster

## Ontvangst
Smile ging op 22 september 2022 tijdens het Fantastic Fest in première en werd door het publiek in het algemeen positief ontvangen. Op Rotten Tomatoes heeft de film een score van 78% op basis van 165 beoordelingen. Metacritic komt op een score van 68/100, gebaseerd op 31 beoordelingen.
Wegens de positieve recensies maakte producent Paramount Pictures in april 2023 bekend aan een vervolgfilm te werken, dit vervolg verscheen vervolgens in oktober 2024 onder de naam Smile 2.